# Thomasakten
Die Thomasakten (ActThom; lateinisch Acta Thomae; deutsch auch Apostelgeschichte des Thomas, altgriechisch πράξεις θωμά) sind eine pseudepigraphische oder apokryphe besser außerkanonische Apostelgeschichte, die Teil der manichäischen Sammlung der Apostelakten war. Sie wurden in der ersten Hälfte des 3. Jahrhunderts auf Syrisch verfasst und sind folglich pseudepigraphisch. Ihr Verfasser stand möglicherweise dem Gnostizismus nahe, war in jedem Fall aber Enkratit. Erhalten ist eine syrische Überarbeitung, die das gnostische Element stark zurückdrängt, und eine weniger gereinigte griechische Übersetzung. Weiterhin existieren lateinische, armenische und äthiopische Bearbeitungen.

## Aufbau
Die ActThom sind in dreizehn so genannte „Taten“ (daher Thomas„akten“) gegliedert und beginnen wie die Apostelgeschichte mit der Versammlung der Apostel in Jerusalem. Der Apostel Thomas, der hier Judas Thomas, teils auch nur Judas genannt wird, weigert sich, bei der Verteilung der Missionsgebiete nach Indien zu gehen. Als ein indischer Kaufmann auf dem Sklavenmarkt einen „Zimmermann“ kaufen möchte, bietet Jesus den Thomas (syrisch für Zwilling) zum Verkauf an. Nachdem der Handel vollzogen ist, gibt Jesus dem Thomas seinen Kaufpreis mit, damit dieser sich jederzeit freikaufen kann. Anschließend reist Thomas als Sklave zu Schiff nach Nordwestindien, wobei dies in den Thomasakten selbst nicht explizit genannt wird, sondern die weitere Tradition diese erzählerische Vorstellung nahelegt. Schon auf dem Weg dorthin wirkt er gemeinsam mit seinem „Zwillingsbruder“ Jesus Bekehrungs- und Wundertaten, bis er schließlich den Märtyrertod erleidet. Auf seinem Weg gelangt der Apostel Thomas unter anderem nach Taxila an den Hof des Gondophares und seines Bruders Gad, wo er dem König einen Palast bauen soll. Ihm werden dafür umfangreiche Finanzmittel zur Verfügung gestellt, die er jedoch nicht zum Palastbau, sondern für Arme verwendet. Als er vom König zur Rede gestellt wird, gibt er an, dass er ihm einen Palast im Himmel errichtet habe. Der König glaubt dem Apostel zunächst nicht und beschließt ihn zu bestrafen. Daraufhin sendet Gott dem Bruder des Königs im Schlaf eine Vision von einem himmlischen Palast. Die Vision überzeugt den König von der Wahrheit der Worte des Apostels und es wird ihm gestattet weiterzuziehen. Thomas missioniert in der Folge die ansässige Bevölkerung und wird so zum Apostel der Inder.
Die Geschichte wurde lange als reine Legende ohne jegliche historische Grundlage abgetan, bis Münzfunde aus dem 19. Jahrhundert die Historizität des Gondophares belegen konnten.

## Aussagen
Die Hauptaussage der ActThom besteht in der Aufforderung zur Enthaltsamkeit, insbesondere zur sexuellen, weil aus dem Geschlechtsverkehr alles Schlechte hervorgehe.
Eingestreut in die Akten finden sich zahlreiche Predigten und Hymnen. Bekannt sind das Hochzeitslied und das Perlenlied als Zeugnisse gnostischer Erlösungslehre. Interessant ist auch eine Predigt, die Jesus in Gestalt des Thomas einem frischgetrauten, königlichen Hochzeitspaar über die Schädlichkeit des Kinderbekommens hält.
Die Thomasakten haben sowohl im Manichäismus als auch bei syrischen Kirchenchristen eine bedeutende Rolle gespielt, ebenso wird das in den Nag-Hammadi-Schriften erhaltene Buch des Athleten Thomas auf den Apostel Thomas zurückgeführt. Im Manichäismus wird er schließlich zum Didymos (arabisch at-Taum), zum offenbarenden Engel, der Mani zum Glauben anleitet. Ungeklärt ist das Verhältnis zur Beschreibung einer Indienreise Manis, die teilweise vergleichbare Motive enthält, sowie das Verhältnis der edessenischen Thomastradition zum manichäischen, in Edessa wirkenden Apostel Thomas.
Die Thomasakten standen lange sowohl bei Manichäern als auch bei Kirchenchristen in Ansehen, wurden aber schließlich vom  Decretum Gelasianum zu Anfang des 6. Jahrhunderts zu den apokryphen Schriften gezählt, die in der verfassten Kirche abzulehnen sind.

## Textausgaben
- Richard Adelbert Lipsius, Maximilian Bonnet (Hrsg.): Acta Thomae. In: Acta Apostolorum Apocrypha. Band II/2, Hermann Mendelssohn, Leipzig 1903, S. 99–291 (Digitalisat) (griechische Edition mit den beiden Leithandschriften).
- Han J.W. Drijvers: Thomasakten. In: Neutestamentliche Apokryphen. 6. Auflage, Band 2, Mohr Siebeck, Tübingen 2001, S. 303–367 (deutsche Übersetzung).